# Streets of Rogue
Streets of Rogue es un videojuego del género de mazmorras (modalidad roguelite), desarrollado por Matt Dabrowski y producido por tinyBuild, lanzado el marzo de 2017 como Early Access en Steam, para después tener un lanzamiento oficial el 12 de julio de 2019, para PC, Xbox One, PS4 y Nintendo Switch.
Se puede jugar tanto en modo de un solo jugador, así como también en cooperación y en línea.

## Jugabilidad
El juego tiene capacidad de generar niveles, por lo que el jugador empieza en un nivel generado por seed. Antes de empezar la partida, el jugador puede elegir entre varios personajes, cada uno con diferentes habilidades y capacidades, «la gran variedad de Clases incluye varias que deberán ser desbloqueadas al realizar ciertas acciones dentro del juego».
El objetivo del juego es subir nivel tras nivel, para así pasar a otra planta, cada planta tiene un entorno diferente. «La complejidad aumenta a medida que descubrimos nuevas interacciones con el entorno», el entorno posee diferentes formas de interactuar con la gente, ya sea sobornar a la policía, infectar la ventilación de un edificio, apagar la electricidad de la ciudad, comprar esclavos, entre otros. También se puede contratar matones o personas que puedan ayudar al protagonista en sus misiones, ya sea por dinero o con algún objeto de persuasión.
El combate es común en el juego, ya que siempre habrá escenas de combate, el jugador puede golpear a la gente, pero esto afectara en cierto modo el entorno (ej: si golpeas a una persona, la policía te perseguirá), causando una persecución, o una revuelta. Hay diferentes Cuerpo a cuerpo, y de fuego, que pueden ser compradas a comerciantes, o consiguiéndolas mediante misiones, a medida que se avanza en un nivel. «Tendremos una especie de progresión global desde el cuartel general de nuestra organización rebelde, donde podremos cambiar las croquetas de pollo acumuladas», las croquetas de pollos (la moneda oficial del juego), se consiguen completando misiones o subiendo de nivel, los cuales después se pueden gastar en objetos para empezar en un nivel, en rasgos al subir un nivel del personaje, u objetos que se desbloquean y que después se consiguen en una misión.
La Steam Workshop permite la creación de personajes personalizables, y niveles creados por la comunidad, que pueden ser jugados, así como también añadir nuevos edificios al juego.

## Plantas
Las plantas son el lugar donde pasaras el tiempo en el juego, completando misiones para ir al siguiente nivel en una planta. Cada planta es un sector de la ciudad, cada una sobre otra. Cada planta ofrece algo único comparado a la anterior planta. Desde la Base hasta la Aldea del Alcalde, cada planta está hecha de tres niveles. El tercer nivel en cada planta tiene un desastre. Solo hay 6 plantas principales en el juego.
- Tutorial: Aparece al iniciar el juego por primera vez, también se encuentra en la parte norte de la base. Su función es enseñar a la persona sobre los movimientos básicos, el combate y la interacción.[4]
- Base: La base, como el nombre lo indica, es la base central de operaciones de la resistencia. Está habitado por líderes de la resistencia y todos los personajes jugarles. La mayoría de los personajes están por estética, el resto te permite intercambiar por croquetas de pollo, que consigues jugando, y otros que ofrecen servicios.[5]
- Barrios marginales: Es la primera planta en Streets of Rogue, los jugadores podrán empezar aquí hasta que se desbloqueen los elevadores a futuras plantas. Contiene una gran cantidad de vagabundos, ladrones y drogadictos. El primer nivel no posee policías, pero en el segundo sí los habrá, y en el tercero ocurrirá el primer desastre.[6]
- Zona industrial: Es la segunda planta del juego. Se desbloquea al pasar la planta de los barrios marginales. El primer nivel sólo contiene dos misiones, mientras que el segundo y el tercer nivel tienen tres. La zona industrial es en donde se producen la comida y los lujos de los ricos. El jugador podrá encontrar obreros armados con herramientas y cascos protectores, y fábricas con trampas que pueden ser letales para curiosos.[7]
- Parque: El parque es oficialmente el tercer nivel en Streets of Rogue. Empieza en el nivel 7 y continua hasta el nivel 9. Es precedido por la zona industrial y contiene varias construcciones, objetos y personajes que no aparecen en otra parte del juego. En el nivel 8, el segundo nivel del parque, todos los lagos están congelados, y te puedes deslizar sobre ellos. El parque está habitado por caníbales hostiles, que atacarán al jugador al estar en la mira, así como también trampas de oso escondidas y minas. Es el único distrito que no es patrullado por policías.[8]
- Centro: Es la cuarta planta oficial en Streets of Rogue. Empieza en el nivel 10 y termina después del nivel 12. Hay varias construcciones nuevas, como clubs nocturnos, pistas de patinaje, y teatro. Es precedido por el parque y seguido por el barrio privilegiado. Los mafiosos rondan por las calles, buscando extorsionar a los jugadores ricos, mientras que los ladrones y caníbales se esconden en la cloaca. Los ricos adinerados se pueden encontrar aquí, y llamarán a los poderosos superpolicías en cuanto sean mínimamente dañados.[9]
- Barrio privilegiado: Es la quinta planta en Streets of Rogue. Empieza en el nivel 13 y termina después del nivel 15. Es precedido por el centro y seguido por la aldea del alcalde. El barrio privilegiado es el distrito donde se encuentra la mayoría de los ricos. El jugador puede protagonizar una dificultad en esta planta, superpolicías y policías-robots patrullan las calles, mientras que los ricos contratan supermatones para resguardar sus propiedades. Los vagabundos no están permitidos en el barrio privilegiado, y ser atrapado podría mandarte a ti (o tus cosas) a un centro de deportación.[10]
- Aldea del alcalde: Es el sexto nivel y la planta final de Streets of Rogue. Empieza en el nivel 16. La aldea del alcalde es por defecto, el distrito de la ciudad con la mayor seguridad, donde los ricos solo poseen vida. El jugador tiene que buscar una forma de separar el sombrero de alcalde al alcalde para completar el juego.[11]

## Misiones
Las misiones son objetivos en el juego para que los jugadores lo completen. Hay 3 tipos de misiones, misiones principales, misiones opcionales y la gran misión.
Las misiones principales son dadas al comienzo de cada nivel y son marcadas con un marcador de misiones azul, rojo o rosa. Pueden ser completadas en cualquier orden, pero todas tienen que ser completadas antes de que el jugador pueda ir al siguiente nivel. Para completar una misión, tienes que lograr el objetivo requerido de esta. Completar una misión te hará ganar dinero o un objeto de recompensa. Es posible fallar una misión, en donde es completada la misión, pero sin ninguna recompensa.
Las misiones opcionales no son dadas automáticamente al comenzar un nivel, y solo pueden ser encontrados en el segundo nivel de una planta. Como el nombre indica, no es necesario completarlo para pasar al siguiente nivel y puede ser ignorado.
El marcador de la misiones opcionales es amarillo. Para recibir este tipo de misión, localiza a un tendero o un traficante de drogas con una ''M'' sobre su cabeza que indica que tienen una misión opcional para ofrecer. Puedes hablar con el para recibir detalles sobre la misión y aceptarla presionando la tecla de interacción (E por defecto). Una vez completada, la ''M'' sobre la cabeza se volverá verde, y hablar con el nuevamente te hará recibir la recompensa.
La gran misión es opcional, es una misión de gran escala que conlleva una planta completa. las grandes misiones tienen 3 partes objetivas: la planta, etapa y piso. Cada personaje tiene sus propios objetivos, pero pueden sumarse a: prevenir algo que ocurra muchas veces durante una planta, o realizar tareas específicas en cada nivel durante la planta

## Personajes
| Personaje             | Estadísticas                                                                                 | Desbloqueo | Habilidad especial            | Artículos para comenzar |
| --------------------- | -------------------------------------------------------------------------------------------- | --- | ----------------------------- | --- |
| Asesino               | Resistencia: 1 Velocidad 4: Cuerpo a cuerpo: 1 Armas de fuego: 2                             | Pasar un nivel sin matar y sin llamar la atención de nadie.                                                                                | Camuflaje                     | Espada Estrella ninja (10) Teleportador de escape rápido Ensordecedor                                                                      |
| Cantinero             | Resistencia: 3 Velocidad: 2 Cuerpo a cuerpo: 2 Armas de fuego: 3                             | Tomar 10 bebidas alcohólicas en un solo nivel.                                                                                             | Ninguna                       | Coctelera Whisky Cerveza Cigarrillos (3) Marca hipnótica II (3) Odiador (3)                                                                |
| Caníbal               | Resistencia: 2 Velocidad: 2 Cuerpo a cuerpo: 3 Armas de fuego: 2                             | Matar 20 personas en un solo nivel. | Canibalizar                   | Hacha Trampa para osos (5) |
| Comediante            | Resistencia: 1 Velocidad: 2 Cuerpo a cuerpo: 2 Armas de fuego: 2                             | Mata a cualquier persona (incluyendote a ti) con una banana.                                                                               | Bromas                        | Hamburguesa con queso y tocino Whisky Cigarrillos Polvo blanco                                                                             |
| Policía               | Resistencia: 2 Velocidad: 2 Cuerpo a cuerpo: 2 Armas de fuego: 3                             | Soborna a 3 policías (se puede realizar en varios niveles).                                                                                | Esposas                       | Bastón de policía Pistola Granada aturdidora (5)                                                                                           |
| Doctor                | Resistencia: 2 Velocidad: 2 Cuerpo a cuerpo: 1 Armas de fuego: 2                             | Personaje de comienzo. | Pañuelo con cloroformo        | Arma tranquilizante Botiquín de primeros auxilios Ensordecedor (3)                                                                         |
| Bombero               | Resistencia: 3 Velocidad: 3 Cuerpo a cuerpo: 2 Armas de fuego: 2                             | Extingue 5 incendios en un solo nivel. | Cañón de agua                 | Extintor Lanzallamas Contenedor de aceite Cóctel Molotov (3) Encendedor                                                                    |
| Gangster (Crepe)      | Resistencia: 2 Velocidad: 2 Cuerpo a cuerpo: 2 Armas de fuego: 3                             | Personaje de comienzo. | Ninguna                       | Cuchillo Pistola Teléfono de amigo (2) Reproductor de música                                                                               |
| Gangster (Blahd)      | Resistencia: 2 Velocidad: 2 Cuerpo a cuerpo: 2 Armas de fuego: 3                             | Neutraliza a 10 Gangsters Crepe en un solo nivel.                                                                                          | Ninguna                       | Cuchillo Pistola Teléfono de amigo (2) Reproductor de música                                                                               |
| Gorila                | Resistencia: 4 Velocidad: 4 Cuerpo a cuerpo: 4 Armas de fuego: 1                             | Libera a un gorila de un laboratorio de un científico.                                                                                     | Ataque sorpresa               | Banana (2) |
| Hacker                | Resistencia: 1 Velocidad: 3 Cuerpo a cuerpo: 1 Armas de fuego: 2                             | Personaje de comienzo. | Ordenador portátil            | Traductor Teleportador de escape rápido (2) Holograma de pie grande (3)                                                                    |
| Banquero de inversión | Resistencia: 2 Velocidad: 3 Cuerpo a cuerpo: 3 Armas de fuego: 3                             | Posee 500 de dinero en un solo nivel. | Ninguna                       | Dinero (300) Polvo blanco Encendedor |
| Deportista            | Resistencia: 4 Velocidad: 3 Cuerpo a cuerpo: 4 Armas de fuego: 1                             | Alcanza el nivel de destrucción 75 en un solo nivel.                                                                                       | Caaarga                       | Bate de béisbol Esteroides |
| Científico            | Resistencia: 1 Velocidad: 2 Cuerpo a cuerpo: 1 Armas de fuego: 2                             | Contamina 5 filtros de aire (se puede realizar en varios niveles).                                                                         | Ninguna                       | Arma experimental Sopladora de hojas Rayo encogedor Rayo congelador Pistola de agua Arma antifantasmas Veneno de rabia (3) Agigantador (2) |
| Cambiaformas          | Resistencia: 1 Velocidad: 4 Cuerpo a cuerpo: 1 Armas de fuego: 1                             | Pasa cualquier planta con 5 personajes diferentes.                                                                                         | Poseer                        | Piedra de posesión |
| Comerciante           | Resistencia: 2 Velocidad: 2 Cuerpo a cuerpo: 2 Armas de fuego: 4                             | Gasta 1500 de dinero (se puede realizar en varios niveles).                                                                                | Ninguna                       | Máquina revendedora portátil Escopeta Mini nevera Vale para artículo gratuito                                                              |
| Amo de esclavos       | Resistencia: 2 Velocidad: 2 Cuerpo a cuerpo: 2 Armas de fuego: 3                             | Compra 4 esclavos (se puede realizar en varios niveles.                                                                                    | Esclavizar                    | Pistola paralizante Hacha Casco de esclavo remoto                                                                                          |
| Mendigo               | Resistencia: 2 Velocidad: 2 Cuerpo a cuerpo: 1 Armas de fuego: 2                             | Personaje de comienzo. | Ninguna                       | Whisky |
| Soldado               | Resistencia: 2 Velocidad: 2 Cuerpo a cuerpo: 3 Armas de fuego: 4                             | Personaje de comienzo. | Ninguna                       | Ametralladora Granada (5) Detonador de puertas (3) Mina terrestre (3) Munición al matar Casco de combate                                   |
| Superpolicía          | Resistencia: 4 Velocidad: 3 Cuerpo a cuerpo: 3 Armas de fuego: 4                             | Completa la gran misión como policía (esta clase reemplaza a la policía cuando la modificación de habilidad super especial esta activada). | Esposas                       | |
| Ladrón                | Resistencia: 1 Velocidad: 4 Cuerpo a cuerpo: 2 Armas de fuego: 2                             | Personaje de comienzo. | Guante pegajoso               | Barreta Ganzúa (3) Destructor de cajas fuertes (3) Cortador de ventanas (3) Caja de cartón (3) Atravesador de paredes (5)                  |
| Rico                  | Resistencia: 3 Velocidad: 3 Cuerpo a cuerpo: 1 Armas de fuego: 1                             | Completa la gran misión como mendigo (esta clase reemplaza al vagabundo cuando la modificación de habilidad super especial esta activada). | Ninguna                       | |
| Vampiro               | Resistencia: 2 Velocidad: 4 Cuerpo a cuerpo: 3 Armas de fuego: 2                             | Destruye 20 lápidas en un solo nivel. | Mordedura                     | Bolsa de sangre (2) Colonia |
| Hombre lobo           | Resistencia: 1 Velocidad: 1 Cuerpo a cuerpo: 1 Armas de fuego: 1                             | Mata un fantasma. | Transformación en hombre lobo | Sándwich de jamón |
| Luchador              | Resistencia: 4 Velocidad: 1 Cuerpo a cuerpo: 4 Armas de fuego: 1                             | Vence a los barrios marginales con tus propias manos.                                                                                      | Arrojar                       | Coquilla Esteroides |
| Zombi                 | Resistencia: 1 Velocidad: 1 Cuerpo a cuerpo: 3 Armas de fuego: 1                             | Vence a los barrios marginales con el vampiro.                                                                                             | Flema zombi                   | |
| Mafioso               | Resistencia: 2 Velocidad: 2 Cuerpo a cuerpo: 3 Armas de fuego: 3                             | Pagale a un NPC mafioso para amañar la elección de alcalde.                                                                                | Ninguna                       | Bate de béisbol Mini nevera Teléfono de amigo (2)                                                                                          |
| Robot                 | Resistencia: 3 Velocidad: Recargable Cuerpo a cuerpo: Recargable Armas de fuego: Recargable  | Hackea a un robot policía como hacker. | Descarga de energía           | Lanzador de cohetes Mazo Cerveza (5) |
| Alien                 | Resistencia: 3 Velocidad: 3 Cuerpo a cuerpo: Casi inofensivo Armas de fuego: Casi inofensivo | Compra el DLC. | Control de mentes             | |
| Bravucón              | Resistencia: 4 Velocidad: 2 Cuerpo a cuerpo: 3 Armas de fuego: 3                             | Compra el DLC. | Pisar fuerte                  | |
| Matón                 | Resistencia: 2 Velocidad: 2 Cuerpo a cuerpo: 3 Armas de fuego: 3                             | Compra el DLC. | Ninguna                       | |
| Supermatón            | Resistencia: 3 Velocidad: 3 Cuerpo a cuerpo: 3 Armas de fuego: 4                             | Completa la gran misión como matón (esta clase reemplaza al matón cuando la modificación de habilidad super especial esta activada).       | Ninguna                       | |
| Piloto mecánico       | Resistencia: 1 Velocidad: 4 Cuerpo a cuerpo: 1 Armas de fuego: 1                             | Compra el DLC. | Montar un traje mecánico      | |
| Demoledor             | Resistencia: 2 Velocidad: 2 Cuerpo a cuerpo: 2 Armas de fuego: 2                             | Compra el DLC. | Ninguna                       | |
| Mensajero             | Resistencia: 2 Velocidad: Patines Cuerpo a cuerpo: 2 Armas de fuego: 2                       | Compra el DLC. | Ninguna                       | |

## Recepción
El juego recibió análisis y críticas positivas de diferentes sitios web y críticos.
El sitio web MalditosNerds lo califico con una puntuación de 9 sobre 10, exclamando que «Nada mejor para un juego en el que las calles son peligrosas, descubrir que el verdadero peligro somos nosotros. Meta palo y a la bolsa.»
Sergio Martin de Vandal, le dio una puntuación de 8 sobre 10, diciendo que el juego es «Una particular aventura roguelike pensada especialmente para jugar en cooperativo local y online.»
Colin Campbell del sitio web Polygon señaló que «El resultado es un mundo caótico divertido, en donde es feliz de mandarme devuelta al inicio por la ultima transgresión. Estoy feliz de jugar de nuevo, para probar nuevos trucos y reír con las viejas bromas.»

## Secuela
En 2020, Matt Dabrowski anunció una secuela. Añadió que en ese momento no tenía ningún cronograma de desarrollo establecido. El plan es construirlo sobre el código existente del juego original y hacer algo que sea más abierto.